# Francesco Melzi

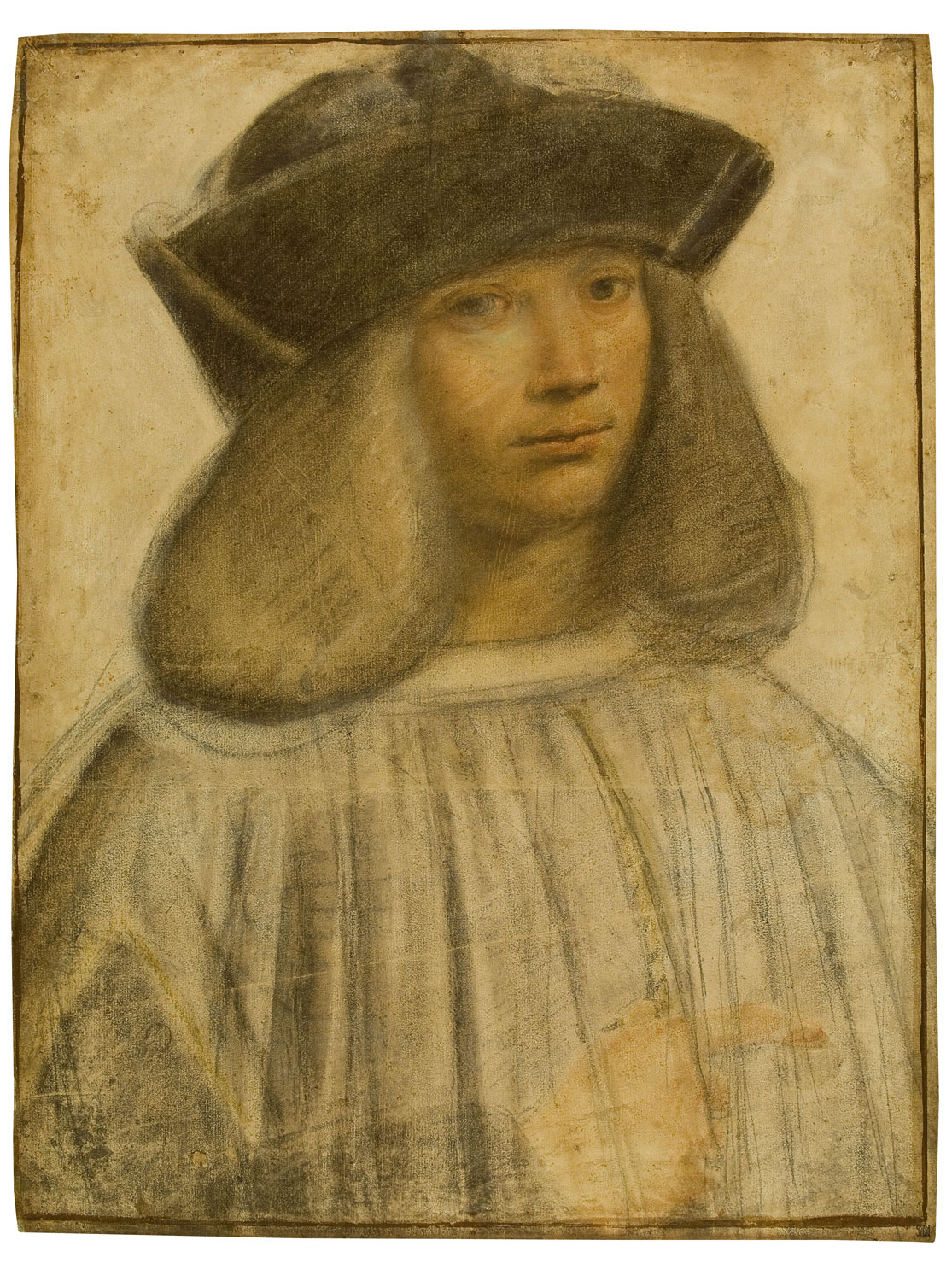
Retrato de Francesco Melzi, por Giovanni Antonio Boltraffio.

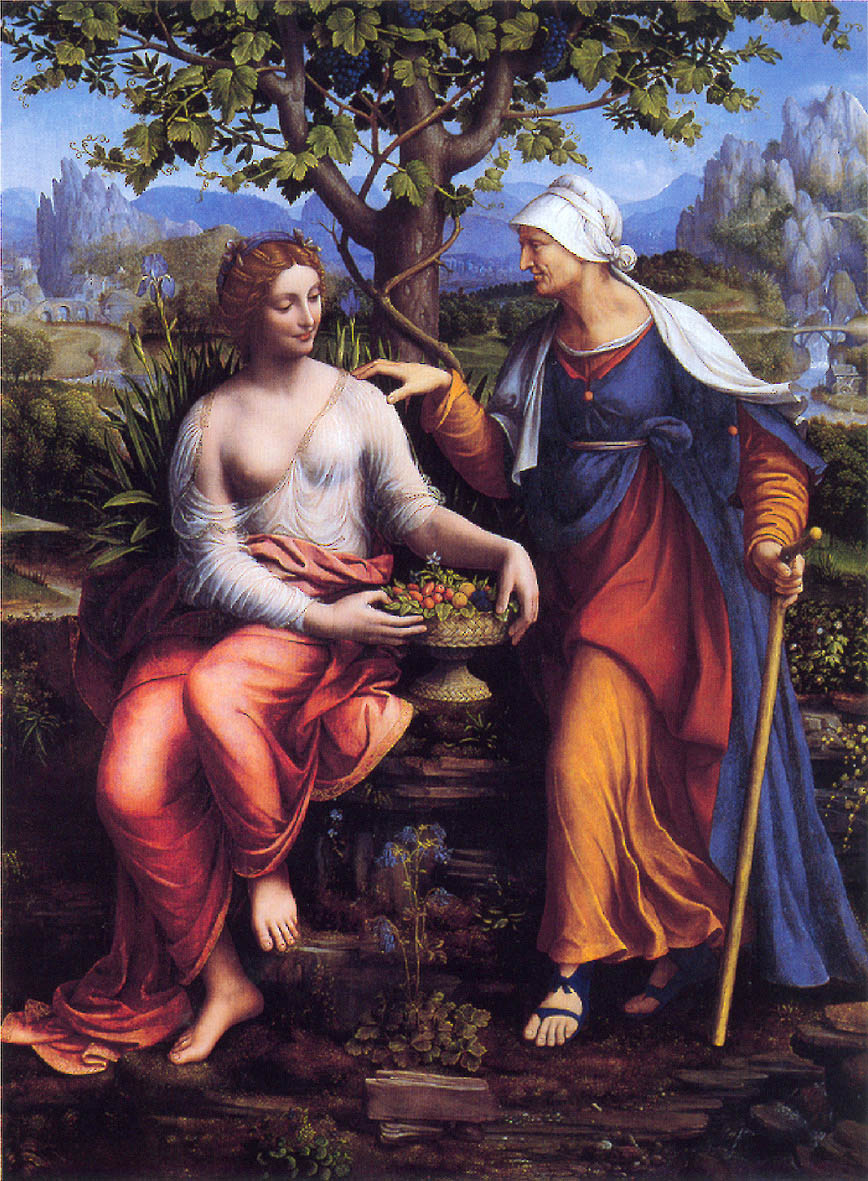
Vertumno y Pomona, hacia 1518-1522, 186 cm × 135.5 cm, Gemäldegalerie (Berlín).

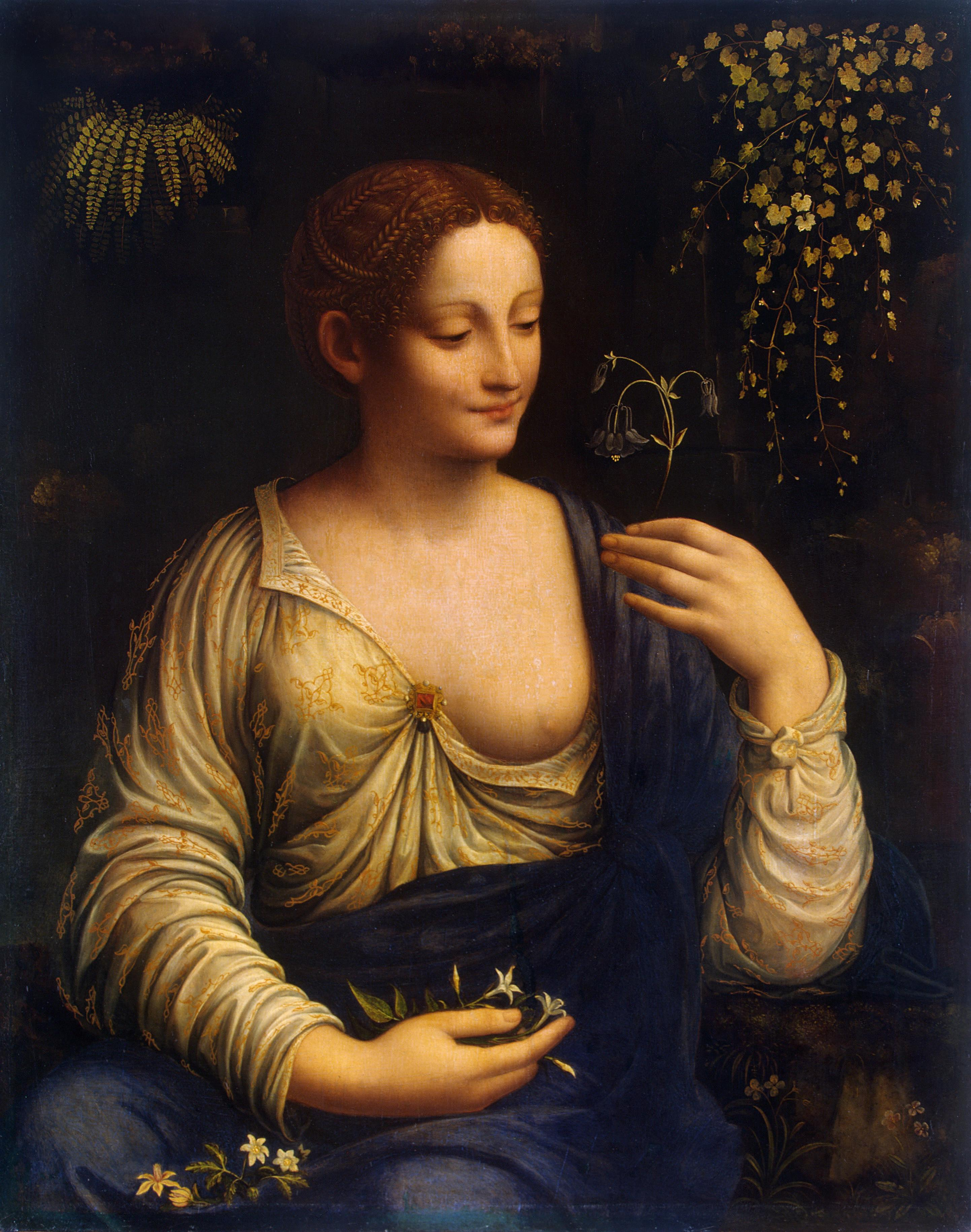
Flora, Museo del Hermitage.

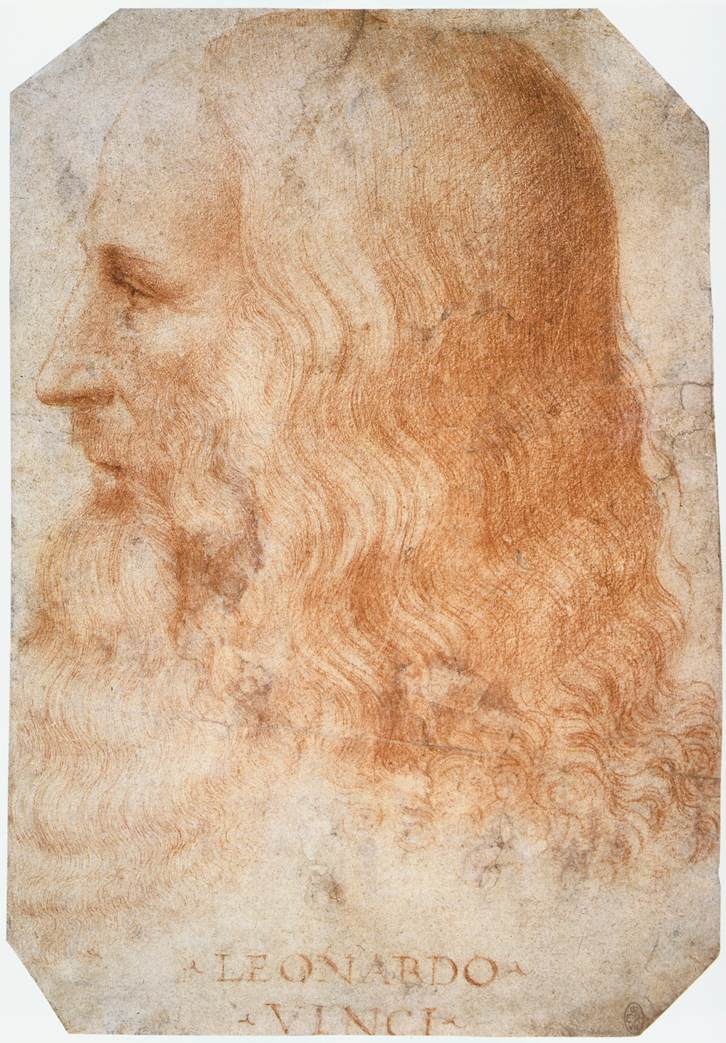
Francesco Melzi - Retrato de Leonardo

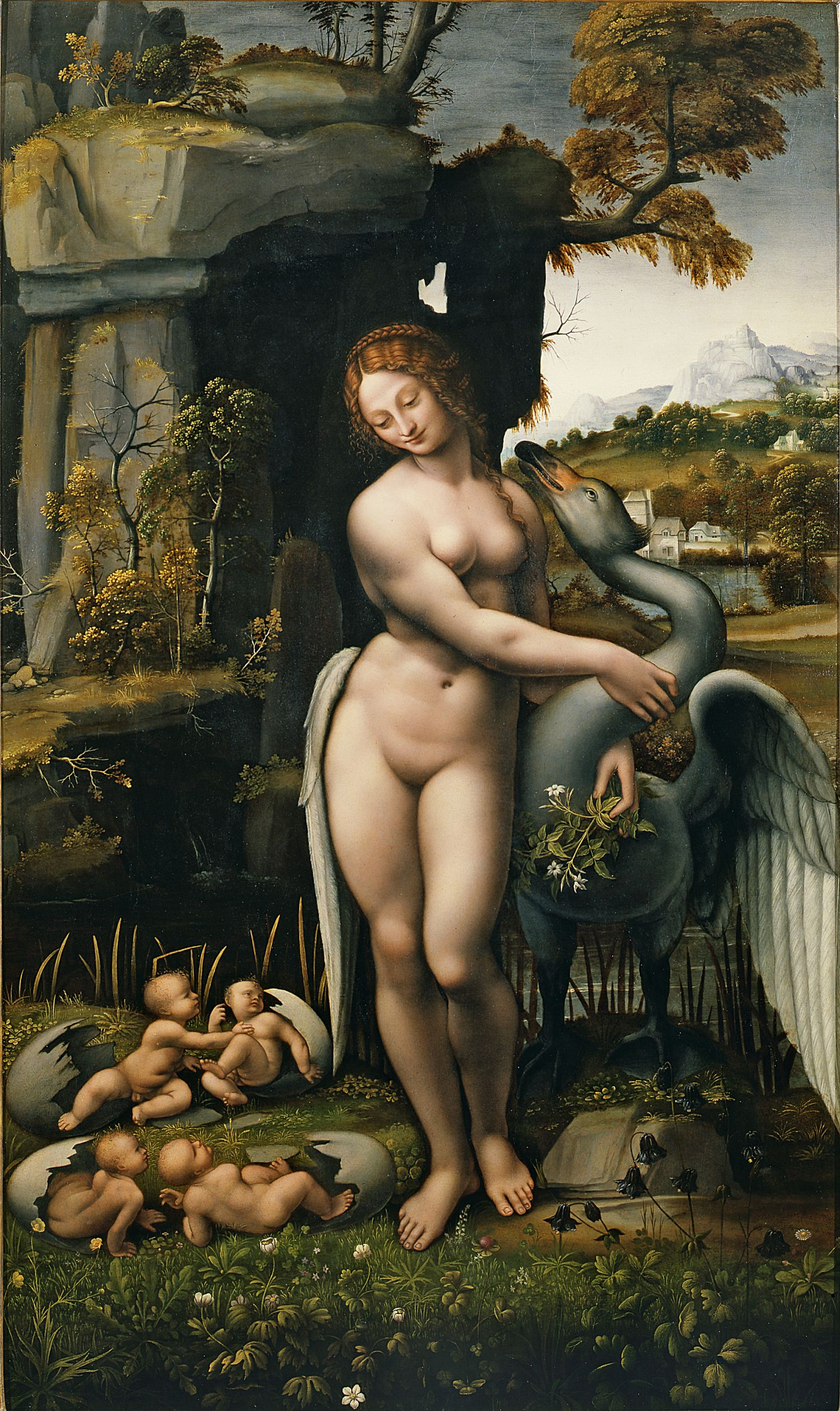
Leda y el cisne (obra atribuida), Galería Uffizi

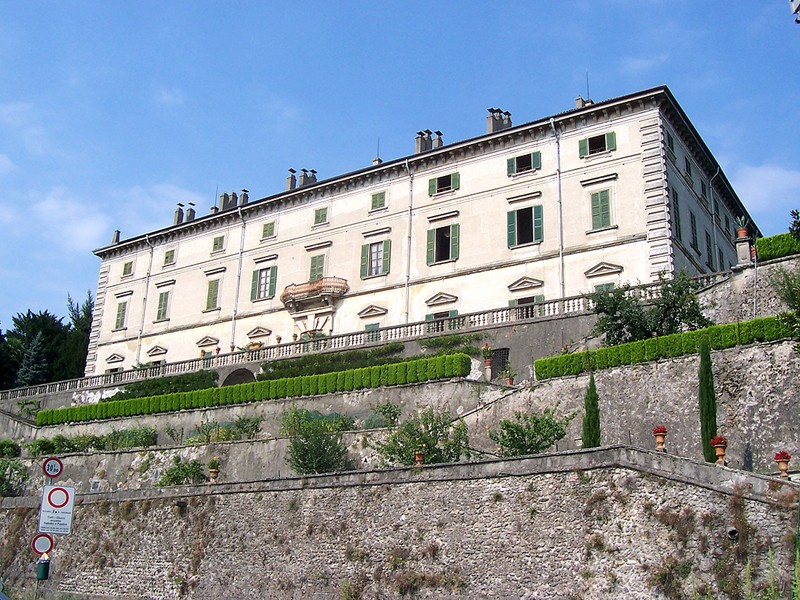
Villa Melzi en Vaprio d'Adda, hogar de Francesco Melzi y residencia ocasional de Leonardo da Vinci.

Giovanni Francesco Melzi (Milán, hacia 1493-Vaprio d'Adda, 1572/73?) fue un pintor italiano del Renacimiento, alumno de Leonardo da Vinci. Fue un artista de gran talento que trabajó como secretario y ayudante de Leonardo, quien en sus últimos años no podía usar sus manos.

## Infancia y formación
El padre de Francesco, Gerolamo Melzi, era ingeniero del ejército de Francesco II Sforza y capitán de la milicia de Milán bajo Luis XII. Francesco vivía con su familia en la Villa Melzi en Vaprio d'Adda (que no debe confundirse con la Villa Melzi d'Eril en Bellagio, Lombardía), que todavía hoy es propiedad de los duques Melzi d'Eril. Francesco creció en la corte milanesa, se crio con modales adecuados y se le concedió una buena educación, que incluía formación en las artes. Tenía un talento razonable para las artes y trabajaba muy duro. Sin embargo, como miembro de una familia prominente de la corte milanesa, Francesco habría tenido responsabilidades políticas y sociales a medida que creciera, lo que le habría llevado a interrumpir sus estudios de arte si no hubiera sido por Leonardo da Vinci. Leonardo regresó a Milán por algún tiempo alrededor de 1505 y se hospedó con la familia Melzi. Fue allí donde conoció a Francesco por primera vez, atraído por su buen carácter y belleza. En una biografía de Leonardo da Vinci, se argumenta que se sintió obligado a permanecer en Milán más tiempo del que había planeado después de conocer al joven Francesco. Francesco es descrito en la literatura como encantador y elegante, un adolescente sin la torpeza o falta de modales típicos de los niños de esta edad. Francesco y otro alumno de Leonardo, Boltraffo, se destacaron de los otros alumnos por ser pintores capaces, muy brillantes y muy eruditos. Debido a su crianza Francesco fue amable y digno, y tuvo una muy buena educación. Poco después de conocerse, Francesco comenzó a estudiar y trabajar en el taller de Leonardo y rápidamente se convirtió en el alumno favorito de su maestro, y también en el más devoto.  De hecho, aparte de Francesco, ninguno de los alumnos de Leonardo llegó a convertirse en artista respetado. Y aunque no es muy conocido, se dice que Francesco es el primer responsable de recopilar, organizar y preservar las notas de Leonardo da Vinci sobre la pintura, y transformarlas en una copia manuscrita conocida como el Codex Urbinas. Después de la muerte de Leonardo en 1519, Francesco regresó a Italia y se casó con Angiola di Landriani, y con ella tuvo ocho hijos. Uno de sus hijos, Orazio, heredaría los manuscritos de Leonardo tras la muerte de Francesco.

## Trayectoria
Un dibujo conservado en la Biblioteca Ambrosiana de Milán, fechado el 14 de agosto de 1510 y firmado «Francescho di Melzo di anni 17» es la primera obra conservada de su mano y nos sirve para fijar la fecha de su nacimiento con bastante exactitud. A partir de 1508, su nombre aparece frecuentemente en los papeles del maestro, a veces bajo los apelativos cariñosos de Cecho o Cechino. Acompañó a Leonardo en sus viajes a Roma en 1513 y a Francia en 1517.
La carrera de Francesco Melzi está indisolublemente ligada a la de Leonardo da Vinci, y esta podría ser una razón por la que no es muy conocido, porque su maestro lo eclipsó. Sigmund Freud atribuyó la falta de éxito de los alumnos de Leonardo, incluido el talentoso Francesco, a su incapacidad para distinguirse separados de su maestro, por lo que sus carreras no pudieron prosperar después de su muerte. Antes de la muerte de Leonardo en 1519, la carrera de Francesco consistió sobre todo en ser asistente y albacea de Leonardo. Debido a su estrecha relación, más parecida a la de padre-hijo que a la de maestro-aprendiz, se contentaba con ayudar y cuidar a Leonardo, como compañero / secretario. Una de sus principales tareas fue escribir el Codex Trivulzianus de su maestro, un manuscrito de ideas aprendidas, que se presume que fue escrito íntegramente en Milán porque Francesco (o Leonardo) escribió "Milán" en la última página.
Francesco fue el único alumno de Leonardo que permaneció con él hasta su muerte, viajando y trabajando con él en Milán, Roma y Francia. Acompañó al maestro a Milán, donde el gobernador francés de Milán, Charles d'Amboise, era el patrón de Leonardo, y fue a Roma con él en 1513. En su cuaderno, Leonardo escribió: "Salí de Milán hacia Roma el día 24 de septiembre de 1513, con Giovanni Boltraffio, Francesco de Melzi, Lorenzo di Credi e il Fanfoia". Después de tres años en Roma, Francesco acompañó a Leonardo a Francia en 1516, donde permanecieron en el Chateau de Cloux en Amboise. Durante este tiempo, Francisco I de Francia fue el patrón de Leonardo, y los libros de cuentas de la corte francesa registraron el pago anual de Leonardo de 1000 coronas de oro (écus de soleil), mientras que Francesco Melzi recibió 400.
Durante este tiempo en Francia, Andrea Salaí, otro alumno, dejó a Leonardo y construyó una casa en la finca de Leonardo en Italia, por lo que Francesco fue el último alumno que continuó trabajando para su maestro hasta su muerte. Fue albacea y heredero del testamento de Leonardo. Aunque Francesco era el heredero oficial de Leonardo y fue legado con los manuscritos, dibujos, materiales de taller y maquinaria de su maestro, Salaì recibió las pinturas de Leonardo en 1524 en Francia y las llevó de regreso a Milán. La responsabilidad de Francesco al vincularlo con Leonardo da Vinci era cuidar las obras de su difunto maestro después de su fallecimiento. Leonardo quería que sus obras fueran compartidas con el mundo y leídas por otros después de su muerte, sin embargo Francesco nunca logró esto por completo. Las obras eventualmente serían compiladas y publicadas como el Tratado de la pintura. Además de esto, Melzi ejecutó y completó una serie de bocetos para pinturas, y las pinturas mismas, que quedaron sin terminar después del fallecimiento de Leonardo.
El cariz de su relación personal con Leonardo no está del todo claro, aunque parece que desplazó un tanto de su posición de favorito al díscolo Salai. Giorgio Vasari insinúa un posible amor homosexual entre discípulo y maestro (califica a Melzi como bellissimo fanciullo molto amato da Leonardo) en sus Vite. No obstante, hay que mencionar que tras la muerte de Leonardo, Melzi se casó con una bella dama milanesa, Angiola Landriani, con la que tuvo nada más y nada menos que ocho hijos. En todo caso, estuvo muy cercano al corazón del maestro, como prueba el hecho de que Leonardo pasara casi todo el año 1512 retirado en la villa que los Melzi poseían en Vaprio d'Adda.
Sin embargo, su personalidad artística es en gran medida desconocida. Muy pocas obras pueden serle adjudicadas con alguna seguridad, aunque su participación en la producción tardía del taller de Leonardo fue notable. Parece que su actividad como artista después de la muerte del maestro se redujo a la de un aficionado con talento, que solo pintó para su propia satisfacción. Aunque Vasari lo elogia como fiel discípulo y guardián del legado de su maestro, no dice una palabra de su valía como pintor. Además de algunas pinturas, lo más notable de su producción consiste en una serie de dibujos de excepcional calidad, como el Retrato de Leonardo da Vinci que se conserva en el Castillo de Windsor.
A la muerte de Leonardo, Melzi heredó buena parte de las obras artísticas y científicas y colecciones de Leonardo, y administró lealmente la herencia. Parece que fue una fuente de inestimable valor para las biografías que Vasari y Lomazzo dedicaron a Leonardo. Cuando murió en su finca de Vaprio d'Adda en 1570, sus herederos vendieron la colección de obras de Leonardo, que se dispersó para siempre.

## Melzi y el legado de Leonardo
Melzi no fue un ayudante más dentro del taller de Leonardo. Durante los últimos años del maestro realizó las labores de secretario personal y a su muerte, fue el albacea y heredero de todos sus escritos y dibujos. A él se debe la supervivencia del Trattato della Pittura, que él se encargó de organizar y recopilar. Muchos de los dibujos de Leonardo son conocidos gracias a las copias que Melzi realizó de su propia mano, siendo en muchos casos el único testimonio de ellos cuando los diseños originales no han sobrevivido.

## Obras destacadas
- Leda y el cisne, atribuida (1505-1506, Museo del Hermitage, San Petersburgo)
- Retrato de anciano (1510, Biblioteca Ambrosiana, Milán)
- Retrato de Leonardo da Vinci (1510, Castillo de Windsor)
- Flora (1517-1521, Museo del Hermitage, San Petersburgo)
- Vertumno y Pomona, (1517-1520, Gemäldegalerie de Berlín)
- Sagrada Familia, (c. 1520, Galería Nacional de Praga)
- Retrato de joven con loro (1525, Colección Gallarati Scotti, Milán)